# Klaus Patau
Klaus Patau, originalmente grafado Klaus Pätau (Gelsenkirchen, 30 de setembro de 1908 – Madison, 30 de novembro de 1975) foi um geneticista humano teuto-americano.

## Vida
Patau era professor em Madison na Universidade de Wisconsin-Madison, onde pesquisava os genes da mosca Drosophila melanogaster. Em 1960 ele descreveu pela primeira vez a Síndrome de Patau em consequência a Trissomia do cromossomo 13.
A Síndrome de Patau também é conhecida pelo nome de Síndrome Bartholin-Patau, já que o dinamarquês Thomas Bartholin descreveu em 1656 o quadro clínico de crianças apresentando tal deficiência.

## Publicações
- Klaus Pätau: Die mathematische Analyse der Evolutionsvorgänge. In: Z Indukt Abstamm Vererbungsl 76/1939, S. 220–228.
- Klaus Pätau: Eine neue χ²–Tafel. In: Z Vererbungsl 80/1942, S. 558–564.
- Klaus Pätau: Der Faktorenaustausch: Seine cytologischen Grundlagen und seine Bedeutung. In: Jena Z Med Naturwiss 78/1947, S. 163–181.
- Klaus Patau, Hewson Swift: The DNA-content (Feulgen) of nuclei during mitosis in a root tip of onion. In: Chromosoma 6/1953, S. 149–169.
- D Srinivasachar, Klaus Patau: Proportionality between nuclear DNA-content and Feulgen dye-content. In: Exp Cell Res 17/1959, S. 286–298.
- Klaus Patau, D Srinivasachar: A microspectrophotometer for measuring the DNA-content of nuclei by the two wave length method. In: Cytologia 25/1960, S. 145–151.
- Klaus Patau: The identification of individual chromosomes, especially in man. In: Am J Hum Genet 12/1960, S. 250–276.
- Klaus Patau, Eeva Therman, David W Smith, R I Demars: Trisomy for chromosome No. 18 in man. In: Chromosoma 12/1961, S. 280–285.
- Klaus Patau: The origin of chromosomal abnormalities. In: Pathol Biol (Paris) 11/1963, S. 1163–1170.
- Klaus Patau: Identification of chromosomes. In: JJ Yunis (ed): Human chromosome methodology. Academic, New York 1965, S. 155–186.
- John Marius Opitz, Klaus Patau: A partial trisomy 5p syndrome. In: Birth Defects 11/1975, S. 191–200.